# 多布羅米爾卡
49°39′12″N 25°57′17″E / 49.65333°N 25.95472°E
多布羅米爾卡（烏克蘭語：Добромірка）是位於烏克蘭西部特諾皮爾州裏特諾皮爾區的村莊，面積18.1平方公里，2001年人口529，人口密度每平方公里29.2人。